# Біблів Віталіна Миколаївна
Віталі́на Микола́ївна Бі́блів (нар. 15 жовтня 1980, Васильків, Київська область, УРСР) — українська акторка театру, кіно та телебачення. Володарка національної премії «Золота дзиґа» (2019), Заслужена артистка України (2020).

## Життєпис
Народилася 15 жовтня 1980 року у місті Васильків Київської області.
З вибором акторської професії допомогла шкільна вчителька Інна Пушкарьова: На День вчителя у дев'ятому класі Віталіні доручили спародіювати Вєрку Сердючку. Хоч вона сумнівалася, вчителька вірила у її харизматичність.
В інтерв'ю наголошувала, що зі школи мріяла бути клоунесою і працювати в цирку. На той час естрадно-циркову освіту можна було отримати тільки в училищі, а Віталіна прагнула здобути вищу освіту, тож закінчила училище культури. 2003 року закінчила Київський театральний інститут ім. Карпенка-Карого (майстерня Леся Танюка).
У 2003—2004 роках — акторка Київського театру «Вільна сцена». З 2003 по 2008 роки працює акторкою Київського театру «Ательє 16». З 2008-го — в Київському академічному театрі «Золоті ворота», при цьому співпрацює з Київським академічним Молодим театром, продюсерською агенцією «ТЕ-АРТ». У 2015 році Віталіна Біблів стала театральним відкриттям, зігравши роль Слави у виставі «Сталкери» Стаса Жиркова.
Дебютувала в кінематографі у 2004 малою роллю у серіалі «Любов сліпа» Миколи Каптана. Особливу увагу критики звертають на фільм «Пісня пісень» режисерки Єви Нейман, де Біблів утілила єврейську матір. Стрічка була визнана найкращим фільмом Європи (2012), найкращим фільмом міжнародного і внутрішнього конкурсу Одеського міжнародного кінофестивалю (2015).
У 2009 році названа однією з 20 найкращий акторок України.
Викладає в Комунальний заклад вищої освіти Київської обласної ради "Академія мистецтв імені Павла Чубинського".

## Особисте життя
Живе і працює в Києві.

## Ролі в театрі
Київський театр «Вільна сцена»
Театр «Ательє 16»
- «Тригрошова опера» Бертольта Брехта — Селія Пічем
- «Скляний звіринець» Теннессі Вільямса — Лаура
- «Яйце коня» за п'єсою «Віктор, або Діти при владі» Роже Вітрака — Тереза Мано
- «Той, хто з неба впав» дитячий мюзикл за мотивами українських народних казок — Буханочка
- «Як важливо бути серйозним» Оскара Вайлда — міс Призм
- «Чекаючи на Ґодо» (чоловічі очікування) Семюела Бекета — Оркестр
- «Чекаючи на Ґодо» (жіночі очікування) Семюела Бекета — Поззо
- «Ромео і Джульєтта» Вільяма Шекспіра — Годувальниця
- «Самогубець» Миколи Ердмана — Серафіма Іллінічна

Київський академічний театр «Золоті ворота»
- 2015 — «Відчуття за стіною» Ганни Яблонської; реж. Стас Жирков[12]
- 2015 — «Сталкери» Павла Ар'є; реж. Стас Жирков — Славка (копродукції театру «Золоті ворота» та Київський академічний Молодий театр)[13]
- 2016 — «Слава героям» Павла Ар'є; реж. Стас Жирков[14]
- 2016 — «Чудернацькі забавки на даху» за мотивами «Легкіх кроків» Веніаміна Кавєріна; реж. Дмитро Гусаков[15]
- 2017 — «КостяКатяМамаЧай» Тамари Трунової; реж. Тетяна Губрій — мама Каті
- 2017 — «Кольори» Павла Ар'є; реж. Влада Бєлозоренко — Фіолетова[16]
- 2017 — «Тату, ти мене любив?» за п'єсою «Тихий шорох зникаючих кроків» Дмитра Богославського; реж. Стас Жирков
- 2018 — «Фрекен Юлія» Августа Стріндберга; реж. Іван Уривський — Фрекен Юлія[17][18]
- 2019 — «Бери од жизні всьо» Руслана Горового та Татусі Бо; реж. Тетяна Губрій
- 2020 — «Родина патологоанатома Людмили» Павла Ар'є; реж. Олена Апчел[19]
- 2021, 13 березня — моновистава «Білка, яка прожила 100 років» Олега Михайлова; реж. Стас Жирков

Продюсерська агенція «ТЕ-АРТ»
- 2016 — «Ілюзії» Івана Вирипаєва; реж. Стас Жирков[20][21]
- 2017 — «Хаос. Жінки на межі нервового зриву» Міка Мюллюахо; реж. Максим Голенко
- 2020, 31 жовтня — «Віддані дружини» Влади Ольховської; реж. Тетяна Губрій

Інші театри
- «Дон Жуан» Мольєра; реж. Станіслав Мойсеєв — Матюріна (Київський академічний Молодий театр)[22]
- 2015 — «Котел» Марії Старожицької; реж. Євген Степаненко (мультимедійна вистава в кінотеатр «Кінопанорама»)[23]
- 2017 — «Як витратити мільйон, якого нема» за мотивами книги «Як витратити мільйон, якого нема та інші історії єврейського хлопчика» Гаріка Корогодського; реж. Тихон Тихомиров (антреприза, Київ)[24]
- 2019 — «За сімейними обставинами» Рея Куні[en]; реж. В'ячеслав Жила (антреприза, м. Київ)
- 2019 — «Дон Жуан» модерновий мікс Марини Смілянець; реж. Максим Голенко (Київський академічний театр «Актор»)

## Фільмографія

### Кіно і телебачення
- 2004 — Любов сліпе — епізод
- 2005 — За все тобі дякую — молода акушерка
- 2005 — Міф про ідеального чоловіка — Настя
- 2005 — 2006 — Леся+Рома (серіал) — епізод
- 2006 — Повернення Мухтара-3
  - 85-а серія «Маркіз і сад» — нянечка
- 2006 — Дев'ять життів Нестора Махна — епізод
- 2006 — Дідусь моєї мрії—2 — домробітниця
- 2006 — Дурдом — епізод
- 2006 — Обережно, блондинки! — епізод
- 2006 — Утьосов. Пісня довжиною у життя — медсестра
- 2006 — 2007 — Янгол-охоронець (серіал) — Агата, журналистка
- 2007 — Арфа для коханої — методистка
- 2007 — Повернення Мухтара-4
  - 57-а серія «Красивий фінал» — Козлова
- 2007 — Гроші для дочки — Валентина
- 2007 — Знак долі — епізод
- 2007 — Прощена неділя — Людка
- 2007 — 2011 — У пошуках істини
- 2008 — Донечка моя
- 2008 — Червоний лотос — Жанна, дружина Дмитра
- 2008 — Сині як море очі — дружина Тимура
- 2008 — Служниця трьох панів — Наташа
- 2008 — Таємничий острів — вахтерка
- 2009 — Лід у кавовій гущі — акторка
- 2009 — Акула — Валя, медсестра в спецдетприймальні
- 2009 — Блудні діти — Людмила Миколаївна, вчителька
- 2009 — Повернення Мухтара-5
  - 48-а серія «Гроші не пахнуть» — співробітниця пункту обміну валют
- 2009 — Легенди чаклунський любові — епізод
- 2009 — Мелодія для катеринки — гравчиня на автоматі
- 2009 — Мудаки. Арабески
- 2009 — Вікна — продавчиня в аптеці
- 2009 — Осінні квіти — провідниця
- 2009 — За законом — Мурашкина
  - 21-а серія «Смерть ювіляра» — Мурашкіна
- 2009 — Викрадення Богині — гримерка
- 2009 — Свати—2 (серіал) — квіткарка
- 2009 — З життя капітана Черняєва — епізод (в титрах не зазначена)
  - Без суда и следствия Фильм № 2
- 2009 — Тупик
- 2010 — Віра Надія Любов — Валя, медсестра
- 2010 — Вчора закінчилась війна — Манька
- 2010 — Сусіди — Маша, дочка Радміли
- 2010 — Посміхнися, коли плачуть зірки — медсестра
- 2010 — Конченая
- 2011 — Бабине літо — доярка
- 2011 — Балада про бомбера — епізод
- 2011 — Дід — касирка
- 2011 — Будинок з вежкою — кучерява жінка
- 2011 — Повернення Мухтара-7
  - 55-а серія «Під ковпаком» — Ольга Миколаївна Мурзінцева, домробітниця Петрушкіна
- 2011 — Пончик Люся — сільська дівчина (в титрах не зазначена)
- 2011 — Остання справа Казанови — Павлова, лейтенант ДПС (в титрах не зазначена)
- 2011 — Сім верст до небес — Ліда, кравчиня
- 2011 — Терміново шукаю чоловіка — працівниця Центрального адресного бюро
- 2011 — Я тебе ніколи не забуду — Валя, поштарка
- 2012 — Матч — епізод
- 2012 — Байки Мітяя — Аня птичница
- 2012 — Острів непотрібних людей — Віка, подруга Лізи
- 2012 — Україно, Goodbye! (кіноальманах)
  - Без ГМО (короткометражний)
- 2012 — Генеральська невістка — Клава
- 2012 — Джамайка (10 серія) — кухарка в колонії
- 2012 — Дорога в порожнечу — Раїса Андріївна, працівниця ощадкаси
- 2012 — Жіночий лікар (серіал) — Віта Ігоревна Полупанова, старша медсестра
- 2012 — Захисниця — Тамара, дачниця
- 2012 — Лист очікування — Варя, медсестра
- 2012 — Люблю, тому що люблю — Люся, продавчиня
- 2012 — Коханець для Люсі — Снігуронька
- 2012 — Любов зі зброєю — Інна, психолог
- 2012 — Німий — Маша
- 2012 — Одеса-мама — Анжела, дружина Арнольда
- 2012 — Політ метелика — покоївка
- 2012 — Порох і дріб — санитарка
  - Фільм № 6 «Сіра миша» — санітарка
- 2012 — Перекати-Поле
- 2013 — Пристрасті за Чапаєм — епізод
- 2013 — Подвійне життя — медсестра
- 2013 — Домоправитель — Білка, квіткарка
- 2013 — Жіночий лікар—2 (серіал) — Віта Ігоревна Полупанова, старша акушерка
- 2013 — Любов з випробувальним терміном — Ліза, бібліотекарка
- 2013 — Метелики (міні-серіал) — Ніна, фельдшер
- 2013 — Самотні серця — Ірина
- 2013 — Сусіди по розлученню — Танечка
- 2013 — Піти, щоб залишитися — Оксана, подруга Уляни
- 2013 — Шеф поліції — Зіна
- 2013 — Шулер — Курібко, провідниця
- 2013 — Я буду чекати тебе завжди — Дуся
- 2014 — Боцман Чайка
- 2014 — Піддубний — сестра Ивана Поддубного
- 2014 — Братські узи — Таня, медсестра
- 2014 — Все повернеться — працівник РАГСу
- 2014 — Давай поцілуємося — незнайомка
- 2014 — До побачення, хлопчики — Маша, дружина Зайцева
- 2014 — Пляж — Зоя, продавчиня пиріжків
- 2014 — Підміна в одну мить — Олечка, медсестра
- 2014 — Поки станиця спить — баба №1
- 2014 — Чарли — медсестра
- 2015 — Повернешся — поговоримо — касир
- 2015 — Офіцерські дружини — Глаша
- 2015 — Пісня пісень — мати Шимека
- 2015 — Слуга народу (серіал) — Міла, дружина Скорика
- 2015 — Це кохання (рос. Это любовь) — тамада
- 2015 — Бідні людия
- 2016 — Ласкаво просимо на Канари — Люба, медсестра
- 2016 — Ніконов і Ко  — Лариса Новикова
- 2016 — Експрес-відрядження — Таня
- 2016 — На лінії життя — Яна, санитарка
- 2016 — Підкидьки — Ірина Олександрівна Марушева, сурмати
- 2016 — Провідниця (серіал) — Валя, заведующая вагоном-рестораном
- 2016 — Центральна лікарня — Вера Началова, жінка Володимира
- 2017 — Догори дриґом
- 2017 — Друге життя Єви — Тетяна
- 2017 — Жіночий лікар—3 (серіал) — Віта Ігоревна Полупанова, жінка Квітко
- 2017 — Лінія світла — Тамара
- 2017 — Наступить світанок — Маргарита Петрівна Степанова (Королева Марго), наглядачка
- 2017 — Слуга народу—2. Від любові до імпічменту (серіал) — Міла, дружина Скорика
- 2017 — Фахівці — Рада, секретар
- 2017 — Знай наших
- 2017 — Перша ніч — фаїна Захарівна (короткометражний)
- 2018 — Два полюса любові (рос. Два берега надежды) — Зінаїда Курбатова, дружина Федора, мати близнюків
- 2018 — Дві матері (серіал) — Галина Полторак, мама Зої та Сергія
- 2018 — Заинька (короткометражний)
- 2018 — У минулого в боргу! — епізод
- 2018 — Будиночок на щастя — Люба
- 2018 — Брама — Слава, донька баби Прісі[25]
- 2019 — 11 дітей з Моршина — прибиральниця у торговому центрі
- 2019 — Чуже життя (телесеріал) — епізод
- 2019 — Маршрути долі
- 2019 — Черкаси — мать Миши
- 2019 — Будиночок на щастя—2 — Люба
- 2019 — Жіночий лікар—4 (серіал) — Віта Ігоревна Полупанова, жінка Квітко
- 2019 — Зустріч однокласників — Ірка
- 2019 — Сім'я на рік — Светлана Юрьевна Шкирма, співробітник органів опеки
- 2019 — Вижити за будь-яку ціну (серіал) — Галина Федорівна, теща
- 2019 — Медфак
- 2020 — Папаньки—2 — глава ОСББ
- 2020 — Жіночий лікар—5 (серіал) — Віта Ігорівна Полупанова, жінка Квітка
- 2020 — Потерпи трошки
- 2021 — Мертві лілії — Галина
- 2021 — Бурштинові копи
- 2021 — Люся інтерн —  Ніна Рожок
- 2021 — Будиночок на щастя. Бурбон часу — Люба
- 2021 — Лікар Надія
- 2022 — Будиночок на щастя—3  — Люба
- 2022 — Дім Бобринських — Ольга Миколаївна Онуфрієва
- 2022 — Надія
- 2023 — Встигнути до 30 — мати Фіми
- 2023 — Дві сестри — Надія

### Дубляж та озвучування
- 1950 — Попелюшка — Дрізелла
- 2015 — Думками навиворіт — Печаль
- 2015 — Ідеальний голос 2 — («Белла») Корова (Жирна) Емі (Патриція)  (роль Ребел Вілсон)
- 2016 — Панда Кунг-Фу 3 — Мей Мей
- 2016 — В активному пошуку — Робін, співпрацівниця Еліс  (роль Ребел Вілсон)
- 2019 — Відчайдушні шахрайки — Лонні  (роль Ребел Вілсон)
- 2019 — Коти — Дженіашвендія  (роль Ребел Вілсон)
- 2020 — Їжак Сонік — Рейчел
- 2024 — Думками навиворіт 2 — Печаль
- 2025 — Minecraft: Фільм — Малґоша

## Нагороди й номінації
- 2016 — Номінація на театральну премію «Київська пектораль» в категорії «Найкраще виконання жіночої ролі другого плану» за роль у виставі «Сталкери»
- 2019 — Перемога в IV театральній премії «Дзеркало сцени» (газета «Дзеркало тижня») в номінації «Акторська харизма» за роль у виставі «Фрекен Юлія», театр «Золоті ворота»[26]
- 2019 — Національна кінопремія «Золота дзиґа». Премія «Золота дзиґа» найкращій акторці другого плану (роль Славки у фільмі «Брама»)
- 2020 — Заслужена артистка України
- 2023 — Премія «Чорний лотос» у категорії «Акторка театру» за роль у виставі «Білка, яка прожила 100 років».